# Caffè di Anterivo
Il caffè di Anterivo (in tedesco Altreier Kaffee) è un surrogato del caffè tipico di Anterivo. Si ottiene dalla macinazione dei semi tostati di una varietà di Lupinus pilosus coltivata nella zona almeno dalla metà del XIX secolo, di norma miscelata con altri surrogati quali orzo, frumento o fichi, a causa del sapore molto amaro.
La coltura era andata sparendo a metà del XX secolo, fino a che, nel 2006, è stata fondata l'associazione dei produttori che ne ha rilanciato la produzione.
È riconosciuto quale prodotto agroalimentare tradizionale.